# Кадідіату Діані
Кадідіату Діані (фр. Kadidiatou Diani) —  французька футболістка. Нападниця національної збірної Франції.

## Кар'єра
Футбольну кар'єру Кадідіату Діані розпочала у 2005 році за мультиспортивний клуб «Вітрі» коли їй було всього десять років. Пізніше вона виступала за місцеву команду «Іврі», а у віці п'ятнадцяти років  приєдналася до клубу «Жювізі Ессон».
16 січня 2011 року Кадідіату Діані у складі «Жювізі» дебютувала в жіночому Дивізіоні 1 в матчі проти «Ізер Альє».
У 2017 році «ПСЖ» заплатив за перехід Кадідіату Діані до свого складу 150 000 євро, що на той час стало найбільшим трансфером в історії жіночого футболу. У сезоні 2020-2021 років Діані в складі «ПСЖ» вперше стала чемпіонкою Франції. Також у складі «ПСЖ» гравчиня двічі вигравала національний кубок.
У 2023 році з Кадідіату Діані підписав контракт чинний чемпіон країни — «Олімпік Ліон». Французька нападниця забила 8 м'ячів в лізі чемпіонів УЄФА та стала найкращою бомбардиркою турніру сезону 2023-24 років.

## Виступи за збірну
Навесні 2012 року Кадідіату Діані виступала на чемпіонаті Європи U-17. У фіналі вона забила гол в ворота збірної Німеччини, але її команда програла в серії післяматчевих пенальті та здобула лише срібні медалі на тому турнірі. Впроте вже у тому ж році Діані спромоглась виграти золоту медаль та чемпіонський титул на чемпіонаті світу-2012 (U-17) .
Влітку 2014 року Кадідіату Діані виступала за молодіжну збірну Франції на чемпіонаті світу (U-20).
Дебют за жіночу збірну Франції відбувся 22 листопада 2014 року в матчі проти збірної Нової Зеландії, у якому Діані одразу ж забила свій перший гол за головну команду країни.
Протягом своєї кар'єри Діані у футболці французької збірної грала на Євро-2017, чемпіонаті світу-2019, Євро-2022 та потрапила до заявки на Євро-2025.
На чемпіонаті світу-2023 Кадідіату Діані забила 4 м'яча, стала другою по результативності бомбардиркою турніру та виграла індивідуальну нагороду «Срібний м'яч».
У 2024 році Кадідіату Діані провела свій 100-й матч у складі національної збірної.

## Досягнення
Жіночий Дивізіон 1
- Чемпіон (2): 2021, 2024

 Кубок Франції
- Володарка (2): 2020, 2022